# Louis Kuhne (Architekt)
Louis Kuhne (* 14. Oktober 1814 in Bortfeld; † 10. November 1896 in Braunschweig; vollständiger Name: Emil Ludwig Georg Kuhne) war ein deutscher Architekt und herzoglich braunschweigischer Baubeamter. Von 1846 bis 1854 war er als Lehrbeauftragter für Architektur am Collegium Carolinum in Braunschweig tätig.

## Leben
Louis Kuhne war ein Sohn des Bortfelder Pfarrers Johann Friedrich Sylvester Kuhne (1777–1819) und dessen Ehefrau Sophie Henriette Elisabeth Kuhne geborene Steinbrück. Er wuchs nach dem frühen Tod seines Vaters als Halbwaise in Braunschweig auf. Dort besuchte er von Michaelis 1832 bis Ende März 1834 das Collegium Carolinum zum Studium der Bauwissenschaft. Zu dieser Zeit nahm er bereits unter Anleitung des Hofbaurats Carl Theodor Ottmer am Neubau des 1830 abgebrannten Residenzschlosses teil. 1839 bestand er die Elevenprüfung und wurde dann offiziell dem Hofbaurat als Baueleve zugeteilt. Anfang 1842 übernahm er im Zeichen-Institut des neu gegründeten Braunschweiger Gewerbevereins nebenberuflich den Sonntagnachmittagsunterricht im „Plan- und Risse-Zeichnen“. Einige Jahre später unterrichtete er noch zusätzlich sonnabends das „Geometrische- und Maschinen-Zeichnen“. Nach bestandener Prüfung zum Baukondukteur im Juni 1842 wurde er ein Jahr später dem Kreisbaumeister Heinrich Blumenstengel als Gehilfe bei den Hochbauten der damals im Bau befindlichen Eisenbahnstrecke Wolfenbüttel – Oschersleben zur Seite gestellt. Nach Ottmers Tod im August 1843 sah Kuhne es als seine Aufgabe an, den von Ottmer geplanten und bereits begonnenen Bau des zweiten Braunschweiger Hauptbahnhofs, der den ersten Bau aus dem Jahr 1838 ersetzen sollte, zu Ende zu führen.
Kurz vor Weihnachten 1844 bewilligte ihm das braunschweigische Staatsministerium eine unbezahlte Freistellung für eine zweijährige Studienreise auf Staatskosten, die er alsbald antrat und die ihn durch den größten Teil Deutschlands, durch ganz Italien und Sizilien, durch Spanien, Frankreich, Belgien, England und Schottland führte. Unmittelbar nach seiner Rückkehr wurde er zum Assessor und stimmführenden (d. h. stimmberechtigten) Mitglied der Herzoglichen Baudirektion bestellt. Neben Entwurf und Ausführung der staatlichen und kirchlichen Gebäude wurde ihm auch die Prüfung der Pläne für private Villen an den Wallpromenaden übertragen. Er sollte auf eine würdige und anspruchsvolle Bebauung achten. Zudem fand er noch im gleichen Jahr eine Anstellung als Lehrbeauftragter für Architektur am Collegium Carolinum im Fach Schöne Baukunst.
Im Sommer 1851 besuchte Kuhne die erste internationale technische und kunsthandwerkliche Leistungsschau in London.
Im Dezember 1853 wurde er zum Baurat ernannt. Die Lehrtätigkeit am Collegium Carolinum gab er kurz danach auf, um sich ausschließlich den Aufgaben der Baudirektion zu widmen. Den stundenweisen Unterricht im Zeicheninstitut des Gewerbevereins führte er jedoch bis zu seiner Pensionierung im Jahr 1877 fort.

## Bauwerke
- 1840 fertigte Kuhne einen Entwurf zum Bau einer Villa für den Hof-Wagenfabrikanten Christian Gille in einer attraktiven Lage an der Promenade am Steintor Assekuranz № 3036 (heute Steintorwall 1). Der Bau ist in der zweiten Hälfte des 19. Jahrhunderts in mehreren Bauabschnitten in Richtung Oker erweitert worden. Weitgehend unverändert blieb der straßenseitige Gebäudeteil. Seine Fassade ist bestimmt von einem mittig angelegten eingeschossigen dreiseitigen Erker – heute allerdings ohne Zinnenabschluss – und den auf dem Gurtgesims sitzenden, symmetrisch angeordneten, rechteckigen Fenstern unter einem Überschlaggesims.[14][15]

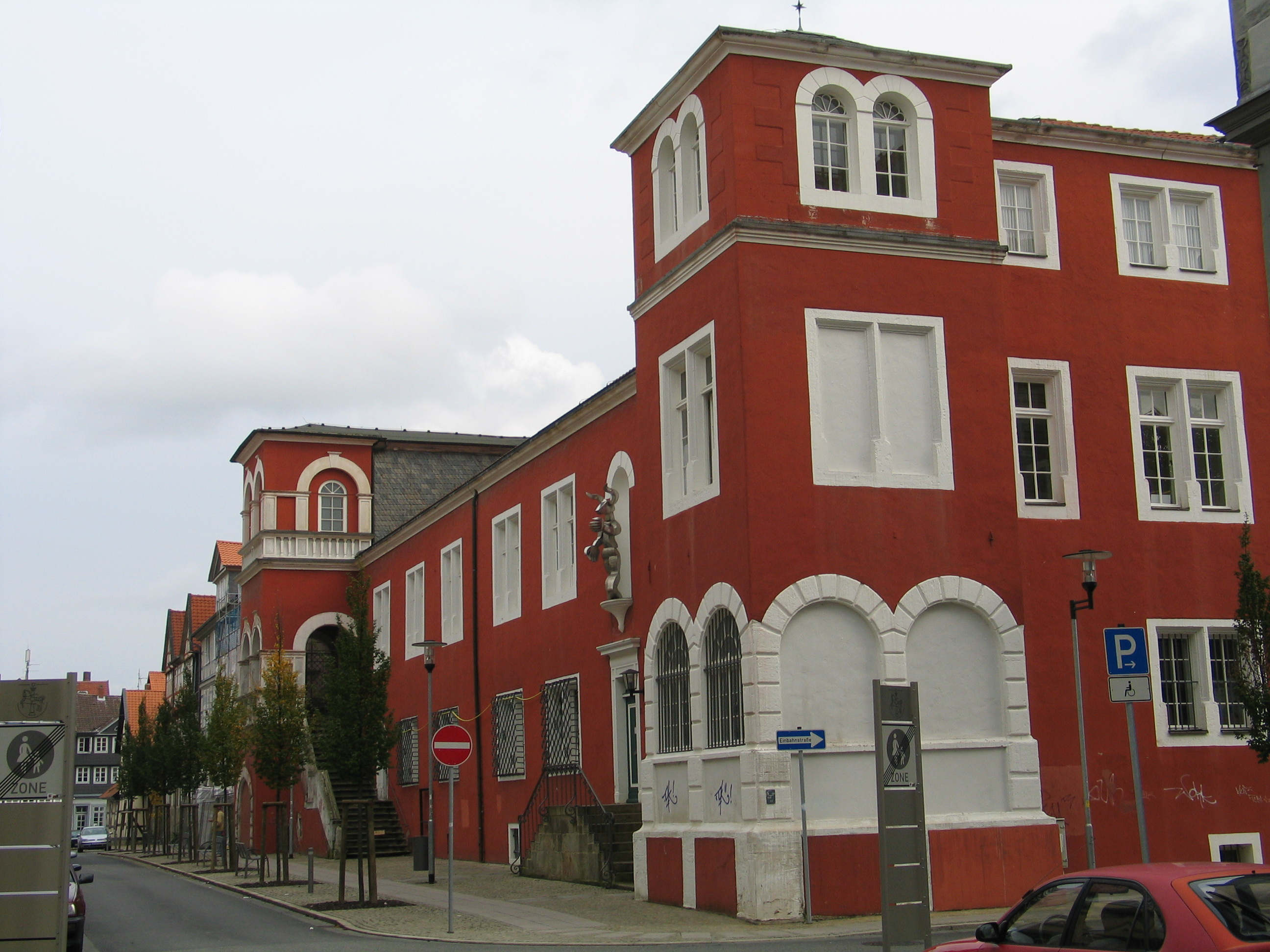
Die Neue Kanzlei in Wolfenbüttel

- Im Kanzleigebäude in Wolfenbüttel sollte Raum für ein Ober- und Geschworenengericht geschaffen werden.[16] Kuhne ließ dazu 1851/1853 die den langgestreckten Bau dominierenden Zwerchhäuser aus dem 16. Jahrhundert und auch den Laubengang entfernen und die Auslucht um ein Geschoss erhöhen. Dabei übernahm er das Rundbogenmotiv aus dem Untergeschoss als Gestaltungselement für den Treppen- und auch den Eckturm.[17]
- 1854 entwarf Kuhne für den Unternehmer Hermann Buchler auf dem Grundstück Petritorwall 25 eine Villa, die umgangssprachlich als Villa Buchler bezeichnet wurde. Sie wurde 1944 im Zweiten Weltkrieg zerstört und ihre Ruine 1966 abgerissen.[18][19]
- 1857 beteiligte sich Kuhne mit einem Entwurf am Wettbewerb für den Neubau des Staatstheaters. Das Braunschweiger Opernhaus, im zweiten Drittel des 17. Jahrhunderts im Weichbild Hagen errichtet, wies inzwischen erhebliche Mängel auf. Der Neubau eines Hoftheaters sollte ein Geschenk der Braunschweiger Landesversammlung für den Landesherren Herzog Wilhelm zu seinem 25. Regierungsjubiläum werden. Auf Wunsch des Herzogs hatte man als Architekten Carl Wolf vorgesehen. Um den Schein zu wahren, wurde ein Architektenwettbewerb veranstaltet, den Wolf wie vorgesehen gewann. Einige überzeugende architektonische Gesichtspunkte der Wettbewerbsentwürfe von Kuhne und Friedrich Maria Krahe wurden in die Ausführungsplanung des Neubaus integriert.[20][21]

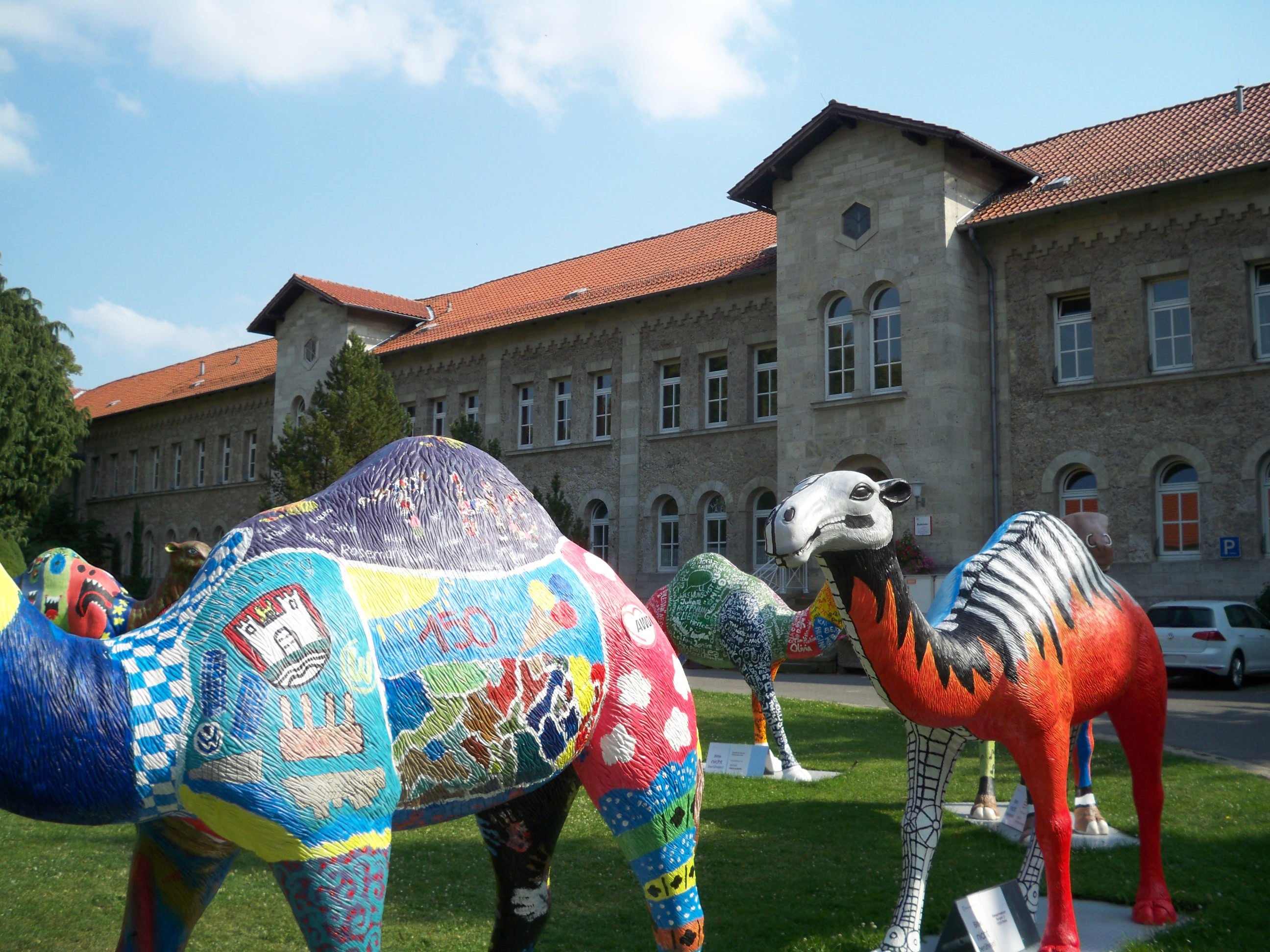
Im Hintergrund das Zentralgebäude der 1865 fertiggestellten Herzoglichen Heil- und Pflegeanstalt Königslutter

- 1857 entwarf Kuhne eine heute nicht mehr erhaltene Husaren-Kaserne mit Treppengiebel im neogotischen Stil. Sie wurde auf dem Gelände des ehemaligen Fürstlichen Gartens des Dehn´schen Palais´ zwischen Ritterstraße und Löwenwall errichtet und später als Kavallerie-Kaserne am Magnitor oder einfach nur als Magnitor-Kaserne bezeichnet. In den Stallungen konnten bis zu 130 Reitpferde eingestellt werden.[22][23][24] Auf dem Gelände befindet sich jetzt die Gaußschule.[25]
- 1861 legten Oberbürgermeister Heinrich Caspari zusammen mit Kuhne und Medizinalrat David Mansfeld der Braunschweigischen Landesversammlung einen Antrag zum Neubau einer Landesirrenanstalt vor. Das bis dahin genutzte Alexius-Pflegehaus in der Stadt Braunschweig war baufällig geworden und zudem überbelegt. Für den Neubau wurde ein Ort außerhalb Braunschweigs, der Benediktiner-Stiftshof in Königslutter in unmittelbarer Nähe zum Kaiserdom gewählt. An der Konzeption der Herzoglichen Heil- und Pflegeanstalt waren aus der Baudirektion anfänglich Baurat Wolf und später Baurat Kuhne beteiligt.[26] Das Haupthaus wurde im Dezember 1865 zum Gebrauch übergeben.[27]